# Cranosina spiralis
Cranosina spiralis är en mossdjursart som beskrevs av Chimonides och Cook 1994. Cranosina spiralis ingår i släktet Cranosina och familjen Calloporidae. Inga underarter finns listade i Catalogue of Life.